# アダム・フィッシャー
アダム・フィッシャー（Ádám Fischer、1949年9月9日 - ）は、ハンガリーの指揮者。ウィーン国立歌劇場名誉団員。弟のイヴァン・フィッシャーも指揮者である。

## 人物・来歴
ブダペスト生まれのユダヤ系ハンガリー人。バルトーク音楽院やウィーン国立音楽大学でハンス・スワロフスキーに学ぶ。1973年にグィード・カンテッリ指揮者コンクールで最高位を得たのち、カールスルーエ、グラーツの指揮者を経て、1981年にフライブルクの音楽総監督に就任。ウィーン国立歌劇場やミラノ・スカラ座、パリ・オペラ座、ミュンヘン、ハンブルクなどでも成功を収め、オペラ指揮者としての名声を確立する。
2000年よりマンハイム国立歌劇場の音楽総監督に準・メルクルの後任として就任。マンハイム在任中の2001年には、急死したジュゼッペ・シノーポリの代役としてバイロイト音楽祭に『ニーベルングの指環』で初登場し、大成功を収める。その後も2004年まで『指環』の指揮を務め、2006年と2007年には『パルジファル』を指揮した。2007年より2010年までハンガリー国立歌劇場の音楽総監督を務める。2018年ウルフ賞芸術部門受賞。バルトーク・ベーラなどハンガリー物はもちろん、グスタフ・マーラーや一連の歌劇など幅広いレパートリーを誇る。
1987年にはハイドン・フェスティバル（オーストリア）のためにウィーン・フィルハーモニー管弦楽団のメンバーとハンガリーのオーケストラのメンバーから成るオーストリア＝ハンガリー・ハイドンフィルハーモニー(＝ハイドン・フィル)を設立。その首席指揮者として長年の活動の中で、新しいハイドンの解釈の在り方を打ち立てた。現在も同楽団とは名誉指揮者として絆を保っている。自ら設立したこのオーストリア＝ハンガリー・ハイドンフィルハーモニーとのハイドン交響曲全集を完成させる。
メトロポリタン歌劇場、バイエルン国立歌劇場、ミラノ・スカラ座、ロイヤル・オペラ、パリ・オペラ座などに登場しているが、特にウィーン国立歌劇場では1973年以来、これまでに２６のオペラを指揮。2016年の同歌劇場日本公演ではワーグナーの「ワルキューレ」を指揮、熱狂をもって迎えられた。2017年には長年深い関係にあるウィーン国立歌劇場(ウィーン・フィルハーモニー管弦楽団)より、ヘルベルト・フォン・カラヤン、レナード・バーンスタイン、ズービン・メータや小澤征爾など世界の限られた音楽家のみに与えられる名誉団員の称号を授与された。
定期的に登壇しているウィーン・フィルの他、ザルツブルク・モーツァルトテウム管、ミュンヘン・フィル、バンベルク響、パリ管、ロンドン・フィル、シカゴ響、ボストン響、N響などと共演。近年はベルリン・フィルハーモニー管弦楽団やウィーン・フィルハーモニー管弦楽団、ケルン放送交響楽団、ベルリン放送交響楽団、バイエルン国立歌劇場など名だたるオーケストラに定期的に招待されている。また、クラシック音楽界を代表する音楽祭であるバイロイト音楽祭及びザルツブルク音楽祭にも長年に渡り出演を重ねている。
1999年からデンマーク室内管弦楽団の首席指揮者を務め、モーツァルト、ベートーヴェン、ブラームスの交響曲全集の録音を残している。

2015年からデュッセルドルフ交響楽団の首席指揮者を務める。デュッセルドルフ響とはマーラー・チクルスを行い交響曲全曲を録音、英グラモフォン誌、英BBCミュージック・マガジン賞などで高い評価を受けた。

## 家族
- 弟：イヴァン・フィッシャー - 指揮者